# Campeonato Panamericano de Balonmano Masculino Junior de 2011
El IX Campeonato Panamericano de Balonmano Masculino Junior de 2011 se disputó entre el 17 y el 21 de abril de 2011  en Brasilia, Brasil. y es organizado por la Federación Panamericana de Balonmano Este campeonato entregó cuatro plazas para el Campeonato Mundial de Balonmano Masculino Junior de 2011

## Grupo Único
| Equipo    | PTS | J | G | E | P | GF  | GC  | DG  |
| --------- | --- | - | - | - | - | --- | --- | --- |
| Argentina | 8   | 4 | 4 | 0 | 0 | 132 | 70  | +62 |
| Brasil    | 6   | 4 | 3 | 0 | 1 | 130 | 83  | +47 |
| Canadá    | 4   | 4 | 2 | 0 | 2 | 95  | 134 | -39 |
| Chile     | 2   | 4 | 1 | 0 | 3 | 100 | 112 | -12 |
| Uruguay   | 0   | 4 | 0 | 0 | 4 | 72  | 130 | -58 |

### Resultados
| Fecha      | Hora  | Partido³  | Partido³ | Partido³  | Resultado |
| ---------- | ----- | --------- | -------- | --------- | --------- |
| 17.04.2011 | 14:00 | Brasil    | -        | Uruguay   | 35-16     |
| 17.04.2011 | 16:30 | Canadá    | -        | Chile     | 31-29     |
| 18.04.2011 | 19:00 | Argentina | -        | Uruguay   | 33-15     |
| 18.04.2011 | 14:00 | Brasil    | -        | Canadá    | 44-22     |
| 19.04.2011 | 16:00 | Argentina | -        | Canadá    | 43-13     |
| 19.04.2011 | 18:00 | Chile     | -        | Brasil    | 20-27     |
| 20.04.2011 | 15:00 | Chile     | -        | Argentina | 18-31     |
| 20.04.2011 | 17:00 | Uruguay   | -        | Canadá    | 18-29     |
| 21.04.2011 | 19:00 | Uruguay   | -        | Chile     | 23-33     |
| 21.04.2011 | 15:00 | Brasil    | -        | Argentina | 24-25     |

| Argentina           |
| Campeón             |
| Argentina 6° título |

### Clasificación general
| Argentina  |
| Brasil     |
| Canadá     |
| 4. Chile   |
| 5. Uruguay |

## Clasificados al Mundial 2011
| Bandera de Argentina | Bandera de Brasil | Bandera de Canadá | Bandera de Chile |
| Argentina            | Brasil            | Canada            | Chile            |
| -------------------- | ----------------- | ----------------- | ---------------- |